# Batalla de Marignano
La batalla de Marignano  va tenir lloc els dies 13 i 14 de setembre de 1515 al voltant de l'actual localitat de Melegnano, 16 km al sud de Milà, Itàlia, i va confrontar als exèrcits aliats de Francesc I de França i la República de Venècia contra les forces de la Confederació de Suïssa, llavors propietàries del Ducat de Milà.
Encara que la victòria dels francesos va aconseguir la cessió del Milanesat, va provocar la desestabilització de l'equilibri de forces a Europa i la intervenció posterior de l'emperador Carles V del Sacre Imperi Romanogermànic a Itàlia.

## Introducció
Francesc I de França va afirmar les seves pretensions des de l'inici del seu regnat sobre els drets de la seva esposa, Clàudia d'Orleans a obtenir el Milanesat, per ser l'hereva de Lluís XII de França. La batalla de Marignano és un dels episodis de les guerres Italianes començades per Lluís XII. A la primavera de 1515 mentre que Lluïsa de Savoia manejava els assumptes de França assegurant la seva regència, Francesc I va reunir a Lió un exèrcit de 30.000 homes ajuntant nobles francesos, aventurers gascons i navarresos, lansquenets alemanys i mercenaris vinguts dels Països Baixos. Per allistar-se, el rei va augmentar els impostos i va demanar diversos préstecs, ja que va haver de pagar grans sumes de diners a Enric VIII d'Anglaterra i Carles V perquè es declaressin neutrals durant el conflicte.
D'altra banda, es va formar una coalició entre el Papa, el ducat de Milà i Suïssa.
La moral de les tropes era bona, la joventut de Francesc I es considerava una font de victòria. L'artilleria francesa era la primera de tota l'Europa combatent, amb 60 canons de bronze al comandament de Galiot de Genouillac. Sabent que els camins habituals serien vigilats per les tropes del Papa, aliades de Maximilià Sforza, duc de Milà, els canons van ser portats a pes de braços per poder passar pels camins alpins i passar desapercebuts.

## Batalla
La batalla es va allargar durant dos dies, una durada inhabitual per a l'època, desenvolupant-se així:
"A Marignano, a 16 quilòmetres al sud-est de Milà a les planes del Po, les tropes dels Confederats ataquen el 13 de setembre de 1515 als mercenaris alemanys protegint l'artilleria. Els tres contingents principals -els cantons centrals al mig, a la dreta els de Zuric i a l'esquerra els de Lucerna i Basilea (en total uns 20.000 homes) - els fan replegar-se i els Confederats s'endinsen bastant en el campament francès. El combat dura fins a la mitjanit, sense que cap bàndol surti vencedor. A l'alba del 14 de setembre es reprèn la lluita. L'artilleria francesa guanya una mica de terreny, però l'ala esquerra de l'exèrcit del rei comandada pel duc d'Alençon es doblega. Cap a les 10 del matí se sent cridar « ¡San Marc ! » a la llunyania, és la cavalleria lleugera dels venecians que ataca per l'esquena als suïssos. A les 11 del matí, els suïssos es retiren ordenadament cap a Milà amb els seus ferits, estendards i canons, deixant 12.000 morts en el camp de batalla".

## Les negociacions
França va reconquerir el Milanesat i va signar juntament amb Suïssa el 29 de novembre de 1516 a Friburg im Üechtland un tractat de pau perpètua que es va respectar fins a la caiguda de la monarquia francesa el 1792. Els suïssos van posar els seus mercenaris al servei del rei de França en virtut del tractat de Ginebra el 7 de novembre de 1521.